# 香港南海溪蟹
香港南海溪蟹（學名：Nanhaipotamon hongkongense）是在香港發現的淡水蟹種之一。本種偏陸棲性，多見於新界以及香港島的次生林，亦見於深圳和東莞。在合適的生境中數量穩定，部份產區數量可觀，但話雖如此，香港南海溪蟹面對的主要威脅是生境消失以及污染，其次是部份的不良水族愛好者的各自大量採集，有可能對族群造成壓力。在香港暫時未見為本種進行保護的政策或行動。